# Sarmentypnum
Sarmentypnum es un género de musgos hepáticas perteneciente a la familia Amblystegiaceae. Comprende 7 especies descritas y aceptadas:

## Taxonomía
El género fue descrito por Tuom. & T.J.Kop. y publicado en Annales Botanici Fennici 16(3): 223. 1979. La especie tipo es: Sarmentypnum sarmentosum (Wahlenb.) Tuom. & T.J. Kop.	

## Especies aceptadas
A continuación se brinda un listado de las especies del género Sarmentypnum aceptadas hasta junio de 2013, ordenadas alfabéticamente. Para cada una se indica el nombre binomial seguido del autor, abreviado según las convenciones y usos.
- Sarmentypnum exannulatum (Schimp.) Hedenas
- Sarmentypnum luipichense (R.S. Williams) Hedenas
- Sarmentypnum procerum (Renauld & Arnell) Hedenas
- Sarmentypnum pseudosarmentosum (Cardot & Thér.) Hedenas
- Sarmentypnum sarmentosum (Wahlenb.) Tuom. & T.J. Kop.
- Sarmentypnum trichophyllum (Warnst.) Hedenas
- Sarmentypnum tundrae (Arnell) Hedenas